# T. Mariotti
Die Werft T. Mariotti im italienischen Genua wurde 1928 gegründet und baut seit 1994 Kreuzfahrtschiffe und Megayachten.

## Geschichte

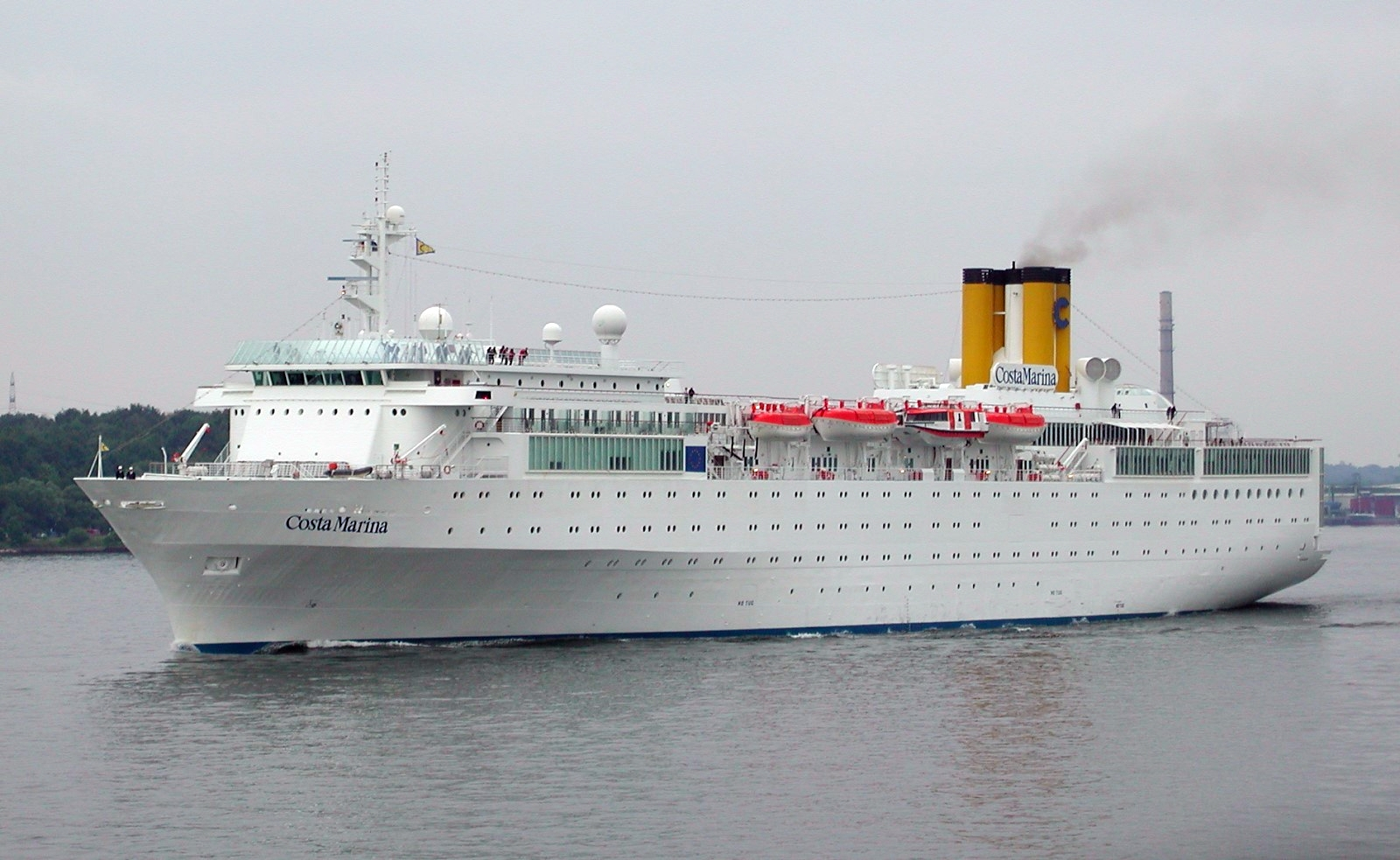
Costa Marina

Temistocle Mariotti gründete 1928 die Reparaturwerft. Ab den 1950er Jahren erfolgten zunehmend Umbauten wie z. B. die des Seebäderschiffs Wilhelmshaven zum Autotransporter Leviathan. Der 1969 gebaute Frachter Axel Johnson wurde ab 1988 in zwei Jahren zum Kreuzfahrtschiff Costa Marina umgebaut. Der nächste Schritt führte zu kompletten Neubauten, besonders im Bereich der Megayachten und mittelgroßen Kreuzfahrtschiffe.
Gemeinsam mit dem italienischen Stahlhersteller Cimolai gründete T. Mariotti im Jahr 2007 die CI.MAR Costruzioni Navali S.p.A. Das Gemeinschaftsunternehmen ist eine Werft mit Sitz in San Giorgio di Nogaro. CI.MAR baut den Schiffsrumpf, der anschließend nach Genua transportiert und von T. Mariotti ausgerüstet wird. Das erste Schiff, welches im Rahmen dieser Vereinbarung gebaut wurde, war die Seabourn Odyssey, die 2009 fertiggestellt wurde.

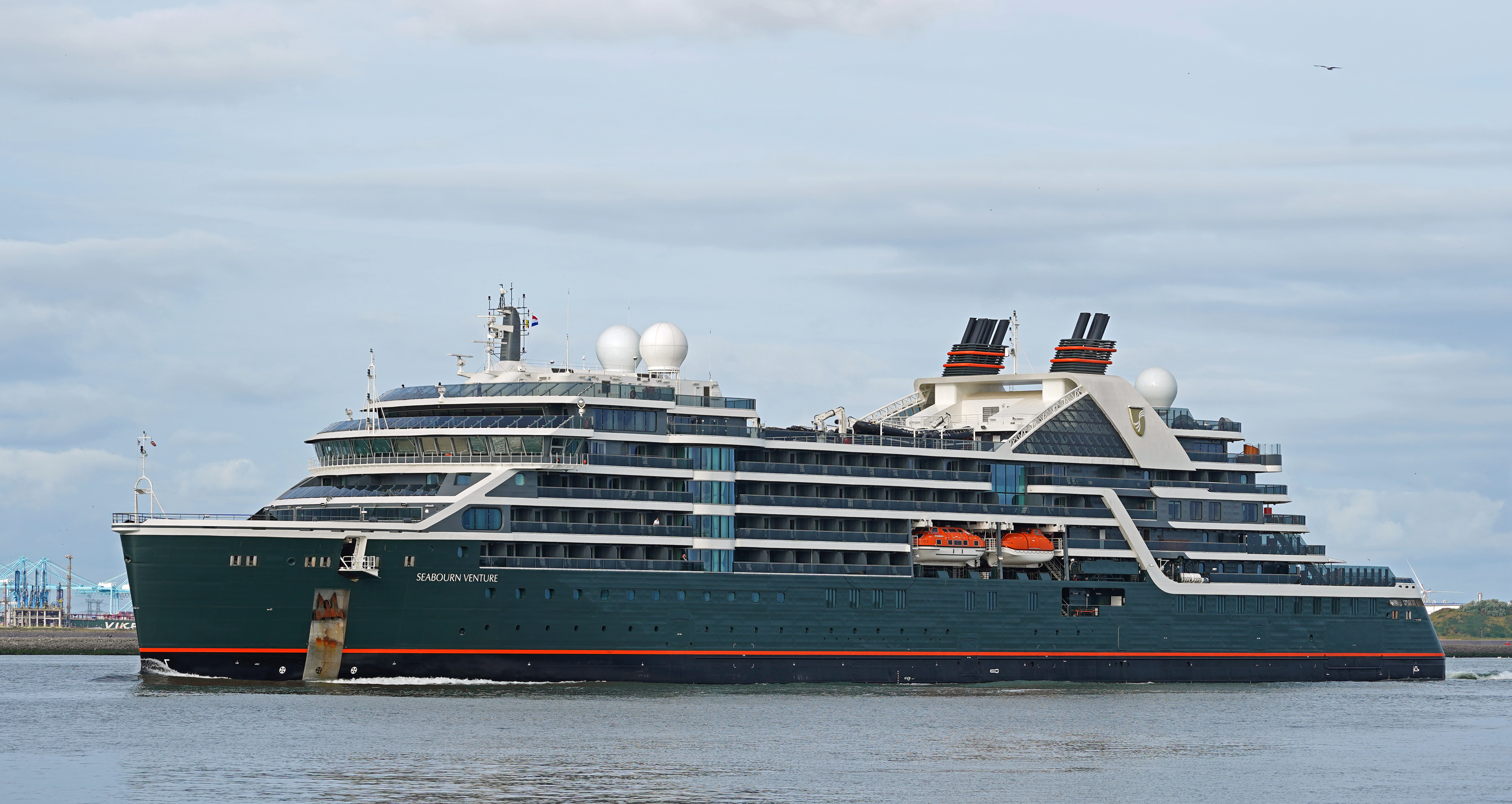
Seabourn Venture

Im Sommer 2011 wurde mit dem Neubau Seabourn Quest das dritte Kreuzfahrtschiff an die Seabourn Cruise Line abgeliefert.
2016 stellte T. Mariotti die Megayacht Fulk Al Salamah fertig, die mit 164 m Länge die zweitgrößte Yacht weltweit ist.
Im Jahr 2019 gab die Rete Ferroviaria Italiana, eine Tochtergesellschaft der Ferrovie dello Stato Italiane, bei T. Mariotti eine Eisenbahnfähre in Auftrag. Die Fähre wurde Iginia getauft und 2022 in Dienst gestellt. Sie ist 147 Meter lang und wird in der Straße von Messina eingesetzt. Sie hat einen Hybridantrieb und soll im Hafen keine Emissionen ausstoßen.
Im Jahr 2021 begann T. Mariotti mit der Ausstattung der Seabourn Venture. Der Schiffsrumpf wurde von der CI.MAR-Werft in San Giorgio di Nogaro gebaut. Die Seabourn Venture wurde im Juni 2022 abgeliefert. Im Juni 2021 gewann Mariotti eine Ausschreibung der italienischen Marine für den Bau eines neuen Spezial- und U-Boot-Rettungsschiffs (Special & Diving Operations-Submarine Rescue Ship). Damit wurde die Werft auch im Kriegsschiffbau aktiv. 2023 gewann T. Mariotti zusätzlich die Ausschreibung für einen Auftrag zum Bau von zwei Hilfsschiffen für die italienische Marine, das für Transportaufgaben und als Leuchtturmtender eingesetzt werden kann.
2024 begann T. Mariotti im Rahmen eines Joint Ventures von Cruise Saudi und der Aman Group mit dem Bau einer Megayacht, die 2027 ihr Debüt feiern soll. Die Yacht wird einen Dual-Fuel-Antrieb haben.